# Julie Hofmann
Julie Hofmann, née le 18 avril 1867 à Lausanne en Suisse et morte le 28 janvier 1960 dans la même ville, est une infirmière suisse.
Elle crée Eben-Hézer, soit la « Pierre du secours » en hébreu, qui deviendra la fondation Eben-Hézer.

## Biographie

### Jeunesse
Julie Fanny Lina Hofmann naît le 18 avril 1867 avec une forte myopie et un daltonisme : elle ne voit qu'à 10 %. Son lieu d'origine est Rüeggisberg. Elle est élevée par des parents membres de l'Église libre, protestante, de Rüeggisberg, Émile, horloger, et Marie Merminod,. 
Son infirmité visuelle l'empêche d'intégrer la communauté des Diaconesses de Saint-Loup dans la commune de Pompaples, en Suisse, dont les sœurs reçoivent des patients et s'occupent de la formation de soignantes. Diplômée de l'école d'infirmières La Source en 1889, Julie Hofmann porte quand même une copie de la panoplie des diaconesses et se fait appeler « sœur ». Elle reste toute sa vie attachée à ses préceptes religieux et ses méthodes d'évangélisation, accrochant des banderoles couvertes de passages bibliques aux palissades et brodant « Allez Jésus » sur son panier. Elle est membre de l'Armée du salut,.

### Vie professionnelle
À la suite de l'obtention de son diplôme à 32 ans en 1899, elle commence à travailler à l'Hospice de l'enfance et à l'Hospice orthopédique.
Ces premières expériences lui permettent d'acquérir assez d'argent pour ouvrir « un petit asile d'enfants incurables » sous le nom Eben-Hézer en 1899. Pour cela, elle loue un petit appartement à la rue des Glaciers, dans le quartier du Valentin, à Lausanne et accueille deux enfants souffrant de maladie chronique qu'elle a fait venir de Paris,,.
La modeste initiative de départ ne va pas cesser de prendre de l'ampleur, de se diversifier et de se professionnaliser. Outre les enfants, Eben-Hézer commence à accueillir des personnes en fin de vie et des déficients mentaux. Julie Hofmann ouvre d'autres homes à Lausanne et dans les alentours, dans le canton de Vaud : elle investit la Villa romaine du Prieuré à Pully par exemple. Les équipes soignantes, en majorité des femmes peu formées, sont réduites et souvent peu payées. Elles vivent sur place pour créer un esprit familial et communautaire. Les repas et les activités se font en commun.

### Fin de vie
À l'âge de 80 ans en 1947, Julie Hofmann quitte sa fonction de directrice générale tout en orchestrant la recherche de fonds pour acquérir l'Hôtel du Roc à Saint-Légier pour un nouvel établissement, Home Salem en 1969,,.
Julie Hofmann meurt à l'âge de 92 ans,.

## Honneurs et distinctions
En 1937, l'Université de Lausanne décerne à « sœur Julie », 70 ans, le titre de docteur honoris causa.
En 1945, elle reçoit la médaille Florence-Nightingale de la Croix-Rouge,.
« Although her work started on a very moderate scale, by her enthusiasm, skill and perseverance she has gradually built up a series of model establishments, first for mentally defective and incurable children and later for adults. By her faith, her abnegation and her great courage she has given a home and enlightened care to the most unfortunate among the sick. »
« Bien que son travail ait commencé sur une échelle très modeste, par son enthousiasme, son habileté et sa persévérance, elle a progressivement construit une série d'établissements modèles, d'abord pour les enfants déficients mentaux et incurables, puis pour les adultes. Par sa foi, son abnégation et son grand courage, elle a donné un accueil et des soins éclairés aux plus malheureux d'entre les malades. »
— 
En 1956, elle reçoit la médaille d'or de la Fondation mondiale Pestalozzi,,.
En 1957, « sœur Julie » devient la première personne à recevoir la citoyenneté d'honneur du canton de Vaud. Le Grand Conseil vaudois lui remet aussi un parchemin lui conférant la bourgeoisie d'honneur du canton de Vaud.
En 2023, un parc de la ville de Lausanne est baptisé « parc Julie-Hofmann » en son honneur.